# 1995-ös Formula–1 monacói nagydíj
A monacói nagydíj volt az 1995-ös Formula–1 világbajnokság ötödik futama.

## Futam
Graham Hill fia, Damon indulhatott a pole-ból.
Monacóban a rajt utáni első kanyarnál Coulthard összeütközött a két Ferrarival, emiatt újra kellett indítani a versenyt. Hill a második rajt után meg tudta tartani előnyét, de kétkiállásos taktikán volt Schumacherrel szemben, akinek csak egyszer kellett kiállnia szerelőihöz. A német 35 másodperc előnnyel nyert Hill és Gerhard Berger előtt.
| Helyezés | #  | Versenyző                | Csapat/Motor       | Futott körök | Idő/Kiesés oka | Rajthely | Pontszám |
| -------- | -- | ------------------------ | ------------------ | ------------ | -------------- | -------- | -------- |
| 1        | 1  | Michael Schumacher       | Benetton-Renault   | 78           | 1:53:11,258    | 2        | 10       |
| 2        | 5  | Damon Hill               | Williams-Renault   | 78           | +34,817        | 1        | 6        |
| 3        | 28 | Gerhard Berger           | Ferrari            | 78           | +1:11,447      | 4        | 4        |
| 4        | 2  | Johnny Herbert           | Benetton-Renault   | 77           | +1 kör         | 7        | 3        |
| 5        | 7  | Mark Blundell            | McLaren-Mercedes   | 77           | +1 kör         | 10       | 2        |
| 6        | 30 | Heinz-Harald Frentzen    | Sauber-Ford        | 76           | +2 kör         | 14       | 1        |
| 7        | 23 | Pierluigi Martini        | Minardi-Ford       | 76           | +2 kör         | 18       |          |
| 8        | 29 | Jean-Christophe Boullion | Sauber-Ford        | 74           | +4 kör         | 19       |          |
| 9        | 9  | Gianni Morbidelli        | Footwork-Hart      | 74           | +4 kör         | 13       |          |
| 10       | 21 | Pedro Diniz              | Forti-Ford         | 72           | +6 kör         | 22       |          |
| Kiesett  | 24 | Luca Badoer              | Minardi-Ford       | 68           | Felfüggesztés  | 16       |          |
| Kiesett  | 26 | Olivier Panis            | Ligier-Mugen-Honda | 65           | Kicsúszás      | 12       |          |
| Kiesett  | 4  | Mika Salo                | Tyrrell-Yamaha     | 63           | Váltó          | 17       |          |
| Kiesett  | 14 | Rubens Barrichello       | Jordan-Peugeot     | 60           | Gázadagoló     | 11       |          |
| Kiesett  | 16 | Bertrand Gachot          | Pacific-Ilmor      | 42           | Váltó          | 21       |          |
| Kiesett  | 27 | Jean Alesi               | Ferrari            | 41           | Kicsúszás      | 5        |          |
| Kiesett  | 25 | Martin Brundle           | Ligier-Mugen-Honda | 40           | Kicsúszás      | 8        |          |
| Kiesett  | 10 | Inoue Taki               | Footwork-Hart      | 27           | Váltó          | 26       |          |
| Kiesett  | 3  | Katajama Ukjó            | Tyrrell-Yamaha     | 26           | Kicsúszás      | 15       |          |
| Kizárva  | 17 | Andrea Montermini        | Pacific-Ilmor      | 23           | Kizárva        | 25       |          |
| Kiesett  | 15 | Eddie Irvine             | Jordan-Peugeot     | 22           | Kicsúszás      | 9        |          |
| Kiesett  | 6  | David Coulthard          | Williams-Renault   | 16           | Váltó          | 3        |          |
| Kiesett  | 22 | Roberto Moreno           | Forti-Ford         | 9            | Fékek          | 24       |          |
| Kiesett  | 8  | Mika Häkkinen            | McLaren-Mercedes   | 8            | Motorhiba      | 6        |          |
| Kiesett  | 11 | Domenico Schiattarella   | Simtek-Ford        | 0            | Nem rajtolt    | 20       |          |
| Kiesett  | 12 | Jos Verstappen           | Simtek-Ford        | 0            | Váltó          | 23       |          |

## A világbajnokság élmezőnyének állása a verseny után
| H  | Versenyzők         | Pont | H  | Konstruktőrök    | Pont |
| -- | ------------------ | ---- | -- | ---------------- | ---- |
| 1. | Michael Schumacher | 34   | 1. | Benetton-Renault | 36   |
| 2. | Damon Hill         | 29   | 2. | Williams-Renault | 32   |
| 3. | Gerhard Berger     | 17   | 3. | Ferrari          | 31   |
| 4. | Jean Alesi         | 14   | 4. | McLaren-Mercedes | 8    |
| 5. | Johnny Herbert     | 12   | 5. | Sauber-Ford      | 4    |

- A Benetton-Renault  és a Williams-Renault csapatok szabálytalan üzemanyag használata miatt nem kapták meg az brazil nagydíjon a nekik járó pontokat.

## Statisztikák
Vezető helyen:
- Damon Hill: 23 (1-23)
- Michael Schumacher: 54 (24-35 / 37-78)
- Jean Alesi: 1 (36)

Michael Schumacher 13. győzelme, Damon Hill 6. pole-pozíciója, Jean Alesi 2. leggyorsabb köre.
- Benetton 17. győzelme.
- Jean-Christophe Boullion első versenye.